# Sandozolyckan

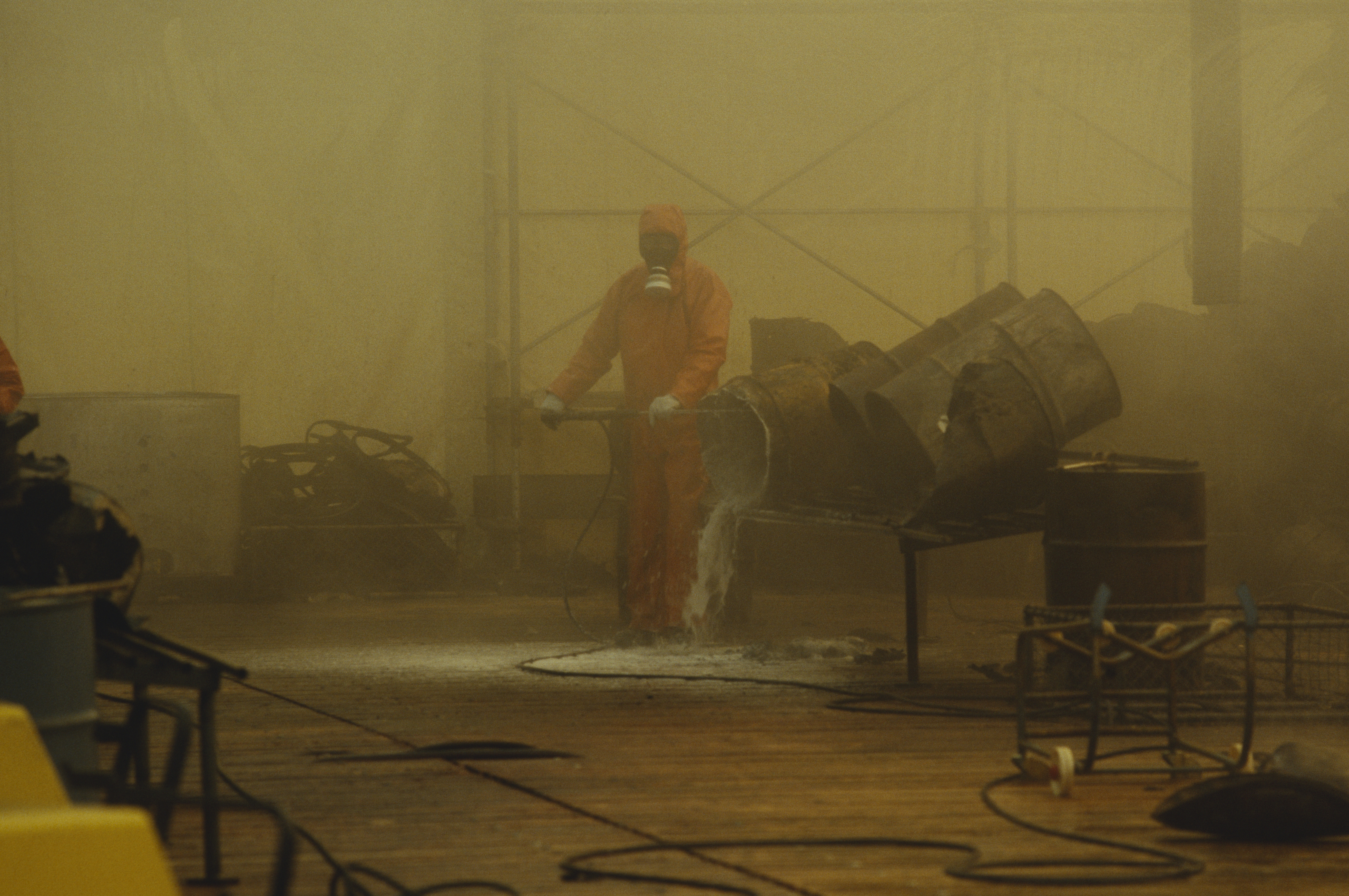

Sandozolyckan var en svår miljökatastrof som orsakades av en brand vid Sandoz kemiska lagerlokal i Schweizerhalle i Basel-Landschaft i Schweiz den 1 november 1986, vilket ledde till att miljögifter spilldes ut i floden Rhen, vars färg blev röd. Kemikalierna orsakade stor död bland djurlivet längs med floden, framför allt på europeiska ålar, även om läget stabiliserade sig efter några år.
Orsaken till att detta skedde klargjordes aldrig.
År 2000 menade Vincent Cannistraro från USA att sovjetiska KGB bett östtyska Stasi att sabotera fabriken. Enligt honom handlade det om att dra uppmärksamhet från Tjernobylolyckan i Sovjet i april 1986. Schweiziska myndigheter förklarade sig öppna för nya undersökningar.
Efter olyckan satsade Sandoz alltmer på miljömedvetenhet.

### Fotnoter
1. ↑  ”Redogörelser för inträffade olyckor”. 1 december 2006. http://loostrom.com/kosov/utskriftpdf/olyckor.pdf. Läst 27 oktober 2013.
2. ↑  1986: Chemical spill turns Rhine red. BBC
3. ↑  Herbert Güttinger & Werner Stumm (1992). An Analysis of the Rhine Pollution caused by the Sandoz Chemical Accident, 1986. Interdisciplinary Science Reviews 17 (2), 127-136.
4. ↑  Anton Lelek & Christian Köhler (1990). Restoration of fish communities of the rhine river two years after a heavy pollution wave. Regulated Rivers: Research & Management 5 (1): 57-66.
5. ↑  Police moot new probe into Schweizerhalle blaze Swiss info
6. ↑  KGB ordered Swiss explosion to distract attention from Chernobyl. United Press International. 27 november 2000
7. 1 2  Stasi  accused of Swiss disaster. The Irish Times. 23 november 2000.
8. ↑  Sehnsucht Natur: Ökologisierung des Denkens (2009). Johannes Straubinger.
9. ↑  Police moot new probe into Schweizerhalle blaze. Schweizisk information.
10. ↑  ”Website of doCOUNT Ltd.”. Arkiverad från originalet den 18 mars 2018. https://web.archive.org/web/20180318145051/http://docount.com/. Läst 10 april 2019.